# Orang Ternate
Orang Ternate, narod zapadnopapuanske etnolingvističke porodice, naseljen na vulkanskom otoku Ternate i manjim otocima Kayoa, Bacan i Obi u sjevernim Molucima, Indonezija. Sami sebe nazivaju Orang Ternate (orang, "ljudi"). Njihov jezik najsrodniji je s jezikom naroda Orang Tidore i član je zapadnopapuanske porodice jezika.
Na otoku Ternate žive od ribolova i uzgoja riže, povrća, kasave, sagoa, slatkog krumpira, kokosa i drugog, a poznati su i kao vrsni pomorci. Njihova naselja građena su duž cesta koje prolaze paralelno uz morsku obalu. Do uvođenja islama postojala je 'klanska organizacija'. Selo (gam) sastjalo se od nekoliko srodnih obitelji, koje su činile soa ili klan, a predvodio ga je momole. Uvođenjem islama ovu instituciju zamijenio je sultanat, a nju u današnje vrijeme na području nekadašnjeg sultanata provodi regionalni guverner.